# Comitato di Bars
Il comitato di Bars (in ungherese Bars vármegye, in slovacco Tekovská župa, in tedesco Komitat Barsch, in latino Comitatus Barsiensis) è stato un antico comitato del Regno d'Ungheria, situato nell'odierna Slovacchia sudoccidentale. Capoluogo del comitato era Zlaté Moravce (in ungherese Aranyosmarót).

## Geografia fisica
Il comitato di Bars confinava con gli altri comitati di Turóc, Zólyom, Hont, Esztergom, Komárom e Nitra. Dal punto di vista geografico il comitato corrispondeva con il basso corso del fiume Hron, tributario del Danubio.

## Storia
Con il Trattato del Trianon (1920) l'intero comitato venne assegnato alla neonata Cecoslovacchia, ma in seguito al Primo Arbitrato di Vienna (1938) la parte meridionale dell'antico comitato ritornò all'Ungheria e venne fusa con la parte meridionale dell'antico comitato di Hont a formare l'apposito comitato di Bars-Hont, con capitale Levice (in ungherese Léva). La parte settentrionale fece invece parte, fino al 1945, dello Stato Indipendente di Slovacchia.
Con la ricostituzione della Cecoslovacchia l'antico comitato di Bars ne ha seguito le sorti. Dall'indipendenza della Slovacchia (1993) il territorio dell'antico comitato fa parte della regione di Nitra.